# Ямское сельское поселение (Орловская область)
Ямское сельское поселение  — муниципальное образование в Болховском районе Орловской области России.
Создано в 2004 году в границах одноимённого сельсовета.
Административный центр — село Кривчее.

## География
Расположено в центральной части района, к северу от города Болхова.

## Население
| 2010 | 2012 | 2013 | 2014 | 2015 | 2016 | 2017 |
| ---- | ---- | ---- | ---- | ---- | ---- | ---- |
| 427  | ↘405 | ↘398 | ↘393 | ↘379 | ↗383 | ↘380 |
| 2018 | 2019 | 2020 | 2021 | 2023 |      |      |
| ↘373 | ↘367 | ↘361 | ↗424 | ↘417 |      |      |

## Населённые пункты
В сельское поселение входят 12 населённых пунктов:
| №  | Населённый пункт     | Тип     | Население (чел.) |
| -- | -------------------- | ------- | ---------------- |
| 1  | Будолбина            | деревня | 4                |
| 2  | Верхняя Монастырская | слобода | 59               |
| 3  | Дмитровское          | село    | 1                |
| 4  | Есина                | деревня | 0                |
| 5  | Крещенский           | посёлок | 5                |
| 6  | Кривчее              | село    | ↘185             |
| 7  | Крыловский           | посёлок | 1                |
| 8  | Никитский            | посёлок | 14               |
| 9  | Рог                  | деревня | 0                |
| 10 | Успенский            | посёлок | 55               |
| 11 | Хотетово             | село    | ↘88              |
| 12 | Ямские Выселки       | слобода | 12               |